# 이베라반도

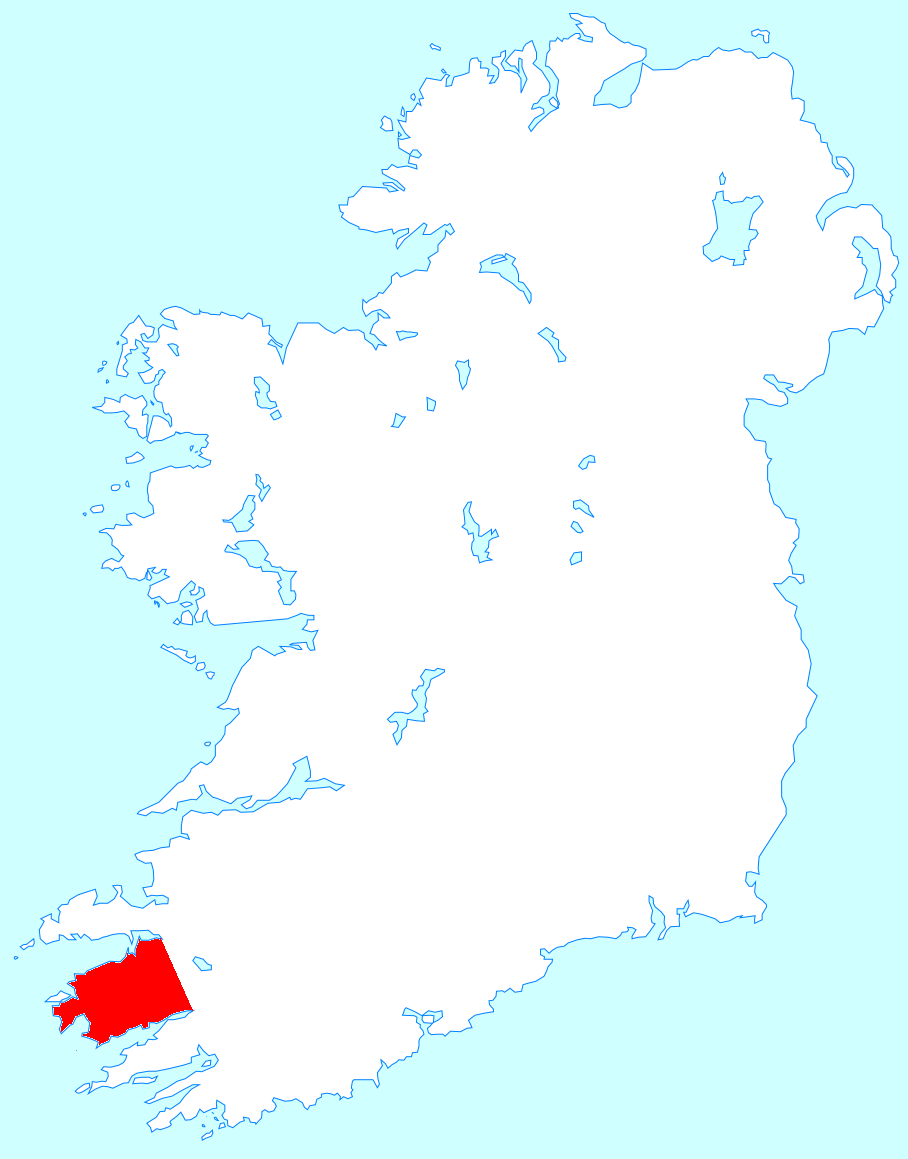
이베라반도의 위치

이베라반도(영어: Iveragh Peninsula, 아일랜드어: Uíbh Ráthach)는 아일랜드 케리주에 있는 반도로, 아일랜드 남서부에서 제일 큰 반도이다. 반도의 중심에는 맥길리커디스릭스가 있으며, 이 산맥의 가장 높은 산인 캐런투얼산은 아일랜드에서 가장 높은 산이기도 하다.